# تانجيلي (إقليم)
تانجيلي هي إقليم من ضمن 23 إقليم في تشاد، ويقع في الجنوب الغربي من البلاد. عاصمته لادي. وهو يتوافق مع المحافظة السابقة التي تحمل الاسم نفسه.

## التقسيمات
وتنقسم منطقة تانجيل إلى ولايتين : 
| ولاية           | العاصمة ( مركز إداري ) | محافظات الفرعية                                            |
| --------------- | ---------------------- | ---------------------------------------------------------- |
| تانجيلي الشرقية | لادي                   | لادي، ديريسيا، دونو مانغا، جيداري، ندام                    |
| تانجيلي الغربية | كيلو                   | كيلو، بكتشرورو، بيريه، بولوغو، دافرا، ديلبيان، دوجو، كولون |